# Дензен
Дензен (нім. Deensen) — громада в Німеччині, розташована в землі Нижня Саксонія. Входить до складу району Гольцмінден. Складова частина об'єднання громад Ешерсгаузен-Штадтольдендорф.
Площа — 11,02 км2. Населення становить 1346 ос. (станом на 31 грудня 2021).

## Галерея

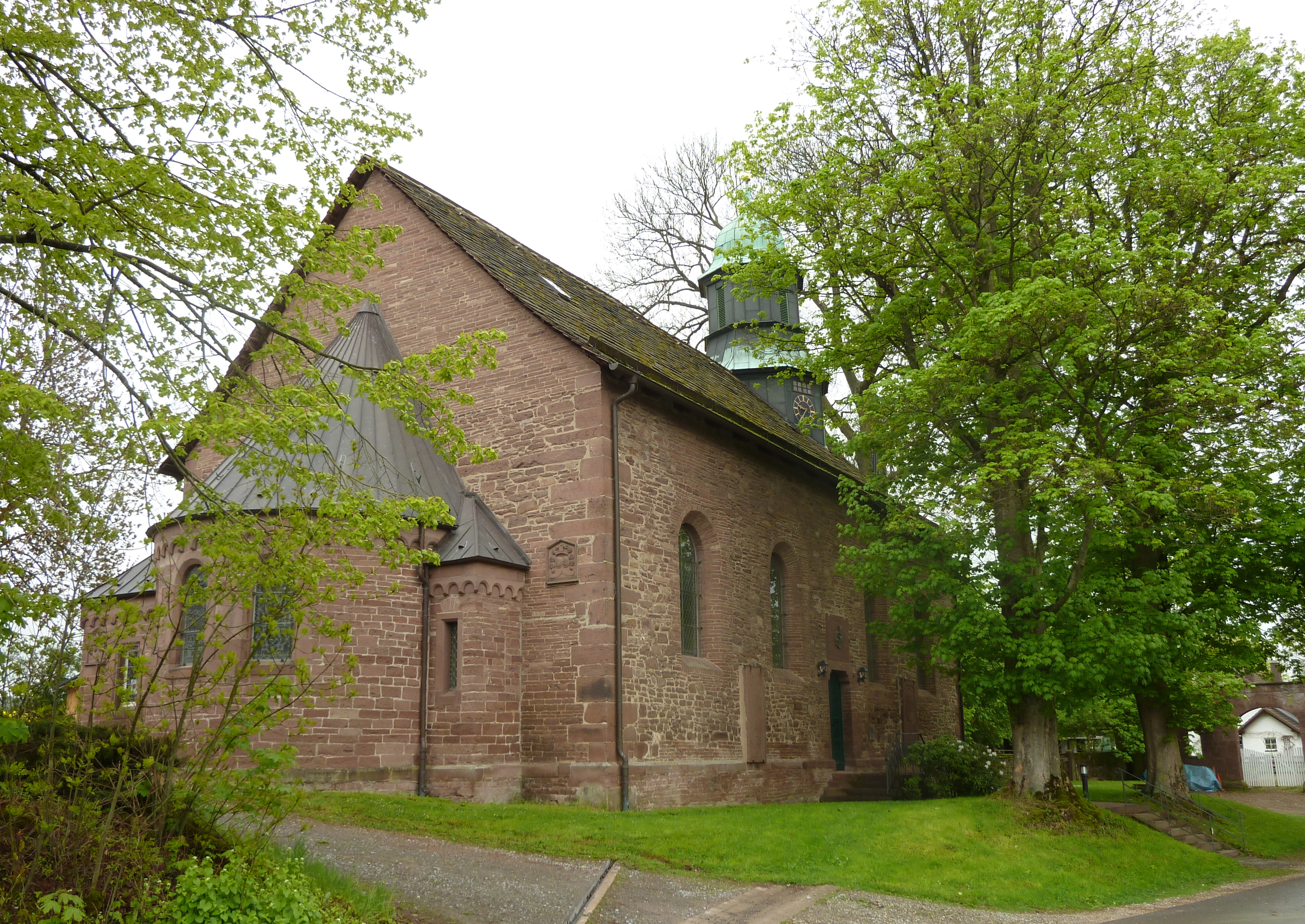